# St. Charles (Kentucky)
St. Charles es una ciudad ubicada en el condado de Hopkins en el estado estadounidense de Kentucky. En el Censo de 2010 tenía una población de 277 habitantes y una densidad poblacional de 106,95 personas por km².

## Geografía
St. Charles se encuentra ubicada en las coordenadas 37°11′29″N 87°33′14″O / 37.19139, -87.55389. Según la Oficina del Censo de los Estados Unidos, St. Charles tiene una superficie total de 2.59 km², de la cual 2.57 km² corresponden a tierra firme y (0.7%) 0.02 km² es agua.

## Demografía
Según el censo de 2010, había 277 personas residiendo en St. Charles. La densidad de población era de 106,95 hab./km². De los 277 habitantes, St. Charles estaba compuesto por el 97.83% blancos, el 0% eran afroamericanos, el 0% eran amerindios, el 0% eran asiáticos, el 0% eran isleños del Pacífico, el 0% eran de otras razas y el 2.17% pertenecían a dos o más razas. Del total de la población el 0.36% eran hispanos o latinos de cualquier raza.